# تیمور بیژویف
تیمور بیژویف (به روسی: Тимур Бижоев؛ زادهٔ ۲۲ مارس ۱۹۹۶) یک کشتی‌گیر آزادکار اهل کشور روسیه است.
از افتخارات وی می‌توان به کسب مدال برنز قهرمانی کشتی جهان ۲۰۲۱ اشاره کرد.

## فعالیت حرفه‌ای

### قهرمانی کشتی جهان ۲۰۲۱
بیژویف در وزن ۷۴ کیلوگرم کشتی آزاد قهرمانی کشتی جهان ۲۰۲۱ اسلو شرکت کرد، او در مسابقه اول و دوم یاش توشیر از هند و مالیک امین از سان مارینو را مغلوب کرد اما در مسابقه بعد به تیموراز سالکازانوف از اسلواکی باخت و با توجه به حضور این کشتی‌گیر در فینال، به دیدار شانس مجدد رفت. او در مرحله شانس مجدد علی-پاشا عمرپاشایف از بلغارستان را شکست داد و به دیدار رده‌بندی رسید. وی در این دیدار آوتاندیل کنتچادزه از گرجستان را شکست داد و مدال برنز را بدست آورد.